# Membres de l'Ordre du Canada, par ordre alphabétique K
| Nom                             | Ville               | Province                  | Grade     | Année | Occupation |
| Walter H. Kaasa                 | Edmonton            | Alberta                   | Membre    | 1996  |            |
| Robert Yasuharu Kadoguchi       | North York          | Ontario                   | Membre    | 1987  |            |
| Karen Kain                      | Toronto             | Ontario                   | Compagnon | 1976  |            |
| Anna Kaljas                     | Moorefield          | Ontario                   | Membre    | 1983  |            |
| Helmut Max Kallmann             | Nepean              | Ontario                   | Membre    | 1986  |            |
| Mark Kalluak                    | Arviat              | Nunavut                   | Membre    | 1990  |            |
| Helen Kalvak                    | Holman Island       | Territoires du Nord-Ouest | Membre    | 1978  |            |
| Judith Lorie Kane               | Charlottetown       | Île-du-Prince-Édouard     | Membre    | 2004  |            |
| Sol Kanee                       | Winnipeg            | Manitoba                  | Officier  | 1977  |            |
| David L. Kaplan                 | Saskatoon           | Saskatchewan              | Membre    | 2002  |            |
| Kalmen Kaplansky                | Ottawa              | Ontario                   | Membre    | 1980  |            |
| Urjo Kareda                     | Toronto             | Ontario                   | Membre    | 1994  |            |
| George Karpati                  | Montréal            | Québec                    | Officier  | 2001  |            |
| Malak Karsh                     | Ottawa              | Ontario                   | Officier  | 1996  |            |
| Yousuf Karsh                    | Ottawa              | Ontario                   | Compagnon | 1967  |            |
| Michael P. Kartusch             | Regina              | Saskatchewan              | Membre    | 1973  |            |
| Kenneth J. Kasha                | Guelph              | Ontario                   | Officier  | 1993  |            |
| Laszlo Kato                     | Léry                | Québec                    | Membre    | 1994  |            |
| Naïm Kattan                     | Montréal            | Québec                    | Officier  | 1983  |            |
| Léon Katz                       | Saskatoon           | Saskatchewan              | Officier  | 1973  |            |
| Sidney Averson Katz             | Vancouver           | Colombie-Britannique      | Membre    | 2003  |            |
| Fred Kaufman                    | Toronto             | Ontario                   | Membre    | 1992  |            |
| John Kaunak                     | Naujaat Repulse Bay | Nunavut                   | Membre    | 2003  |            |
| Vladimir M. Kavan               | North York          | Ontario                   | Officier  | 1995  |            |
| Kevin P. Kavanagh               | Winnipeg            | Manitoba                  | Membre    | 2002  |            |
| Yutetsu Kawamura                | Raymond             | Alberta                   | Membre    | 1984  |            |
| Cyril Max Kay                   | Edmonton            | Alberta                   | Membre    | 1995  |            |
| Renée Kaye                      | Victoria            | Colombie-Britannique      | Membre    | 1974  |            |
| Vladimir J. Kaye                | Ottawa              | Ontario                   | Membre    | 1974  |            |
| Benjamin G. Kayfetz             | Toronto             | Ontario                   | Membre    | 1986  |            |
| James Stuart Keate              | Vancouver           | Colombie-Britannique      | Officier  | 1976  |            |
| Charles V. Keating              | Dartmouth           | Nouvelle-Écosse           | Membre    | 2002  |            |
| Eugen Kedl                      | Québec              | Québec                    | Membre    | 2002  |            |
| Gertrude O Keefe                | Calgary             | Alberta                   | Membre    | 1974  |            |
| Hugh L. Keenleyside             | Victoria            | Colombie-Britannique      | Compagnon | 1969  |            |
| Joseph Irvine Keeper            | Winnipeg            | Manitoba                  | Membre    | 1992  |            |
| Max Keeping                     | Ottawa              | Ontario                   | Membre    | 1991  |            |
| Norman Bell Keevil              | Vancouver           | Colombie-Britannique      | Officier  |       |            |
| Gilles Kègle                    | Québec              | Québec                    | Membre    | 1999  |            |
| J. George Keil                  | Pickering           | Ontario                   | Membre    | 1987  |            |
| John G. Keith                   | Halifax             | Nouvelle-Écosse           | Membre    | 1993  |            |
| Vicki Keith                     | Stella              | Ontario                   | Membre    | 1992  |            |
| Otto Paul Kelland               | Torbay              | Terre-Neuve-et-Labrador   | Membre    | 1994  |            |
| Roy L. Kellock                  | Toronto             | Ontario                   | Compagnon | 1970  |            |
| Arthur D. Kelly                 | Toronto             | Ontario                   | Officier  | 1973  |            |
| John Michael Kelly              | Bond Head           | Ontario                   | Officier  | 1983  |            |
| Leonard Kelly                   | Toronto             | Ontario                   | Membre    |       |            |
| Margaret Kelly                  | Stratford           | Île-du-Prince-Édouard     | Membre    | 1998  |            |
| Terry Kelly                     | Dartmouth           | Nouvelle-Écosse           | Membre    | 2002  |            |
| William P. Kelly                | Nepean              | Ontario                   | Membre    | 1984  |            |
| Douglas Neville Kendall         | Belfountain         | Ontario                   | Officier  | 1986  |            |
| Maryvonne Kendergi              | Montréal            | Québec                    | Officier  | 1980  |            |
| Betty Kennedy                   | Campbellville       | Ontario                   | Officier  | 1982  |            |
| Garry Neill Kennedy             | Halifax             | Nouvelle-Écosse           | Membre    | 2003  |            |
| Mart Kenney                     | Mission             | Colombie-Britannique      | Membre    | 1980  |            |
| Nuala Kenny                     | Halifax             | Nouvelle-Écosse           | Officier  | 1998  |            |
| Tom Kent                        | Kingston            | Ontario                   | Compagnon | 1979  |            |
| Wilbert Joseph Keon             | Ottawa              | Ontario                   | Officier  | 1984  |            |
| Robert H.B. Ker                 | Victoria            | Colombie-Britannique      | Membre    | 1974  |            |
| Illingworth Kerr                | Calgary             | Alberta                   | Membre    |       |            |
| John C. Kerr                    | Vancouver           | Colombie-Britannique      | Membre    | 2002  |            |
| Larkin Kerwin                   | Sillery             | Québec                    | Compagnon | 1978  |            |
| James G. Kettles                | Saskatoon           | Saskatchewan              | Membre    | 1972  |            |
| Archie F. Key                   | Calgary             | Alberta                   | Membre    | 1978  |            |
| David A. Keys                   | Ottawa              | Ontario                   | Officier  | 1967  |            |
| Bruce Kidd                      | Toronto             | Ontario                   | Officier  | 2004  |            |
| James Roby Kidd                 | Toronto             | Ontario                   | Membre    | 1976  |            |
| Eric William Kierans            | Westmount           | Québec                    | Officier  | 1994  |            |
| Thomas Edward Kierans           | Toronto             | Ontario                   | Officier  | 2000  |            |
| William Morley Kilbourn         | Toronto             | Ontario                   | Membre    | 1992  |            |
| Michael John Kindrachuk         | Saskatoon           | Saskatchewan              | Membre    | 1978  |            |
| Allan King                      | Toronto             | Ontario                   | Officier  | 2002  |            |
| Frank Walter King               | Calgary             | Alberta                   | Officier  | 1988  |            |
| Thomas King                     | Guelph              | Ontario                   | Membre    | 2004  |            |
| W. David King                   | Calgary             | Alberta                   | Membre    | 1992  |            |
| John M. Kinnaird                | Halifax             | Nouvelle-Écosse           | Membre    | 1987  |            |
| T. Douglas Kinsella             | Kingston            | Ontario                   | Membre    | 1994  |            |
| W.P. Kinsella                   | Yale                | Colombie-Britannique      | Officier  |       |            |
| Lawrence E. Kirk                | Saskatoon           | Saskatchewan              | Officier  | 1968  |            |
| Watson Kirkconnell              | Wolfville           | Nouvelle-Écosse           | Officier  | 1968  |            |
| M.-Claire Kirkland              | L'Île-Bizard        | Québec                    | Membre    | 1992  |            |
| Verna J. Kirkness               | Winnipeg            | Manitoba                  | Membre    | 1998  |            |
| Ely Kish                        | Hammond             | Ontario                   | Membre    | 1993  |            |
| Genzo Kitagawa                  | Regina              | Saskatchewan              | Membre    | 1973  |            |
| Roy K. Kiyooka                  | Vancouver           | Colombie-Britannique      | Officier  | 1978  |            |
| Ernest Klein                    | Toronto             | Ontario                   | Officier  | 1978  |            |
| George Klein                    | Ottawa              | Ontario                   | Officier  | 1968  |            |
| Raymond Klibansky               | Montréal            | Québec                    | Compagnon | 2000  |            |
| Carl Klinck                     | London              | Ontario                   | Officier  | 1973  |            |
| William Klinck                  | Lennoxville         | Québec                    | Membre    | 1997  |            |
| Tom Kneebone                    | Toronto             | Ontario                   | Membre    | 2002  |            |
| Andrew G. Kniewasser            | Pontypool           | Ontario                   | Officier  | 1967  |            |
| Allen T. Knight                 | Grimsby             | Ontario                   | Membre    | 1990  |            |
| Doris Knight                    | Regina              | Saskatchewan              | Membre    | 1996  |            |
| Susan Dyer Knight               | Saint-Jean          | Terre-Neuve-et-Labrador   | Membre    | 2003  |            |
| Bartha Maria Knoppers           | Westmount           | Québec                    | Officier  | 2002  |            |
| Douglas Ronald Knott            | Saskatoon           | Saskatchewan              | Membre    | 1999  |            |
| Dorothy E. Knowles              | Saskatoon           | Saskatchewan              | Membre    | 2004  |            |
| Stanley Knowles                 | Nepean              | Ontario                   | Officier  | 1984  |            |
| George Alfred Christian Knudson | Willowdale          | Ontario                   | Membre    | 1988  |            |
| Horst Gergen Paul Koehler       | West Vancouver      | Colombie-Britannique      | Membre    | 1980  |            |
| Iby Koerner                     | Vancouver           | Colombie-Britannique      | Officier  | 1971  |            |
| Michael M. Koerner              | Toronto             | Ontario                   | Membre    | 1984  |            |
| Walter C. Koerner               | Vancouver           | Colombie-Britannique      | Compagnon | 1967  |            |
| Charles Beverley Koester        | Kingston            | Ontario                   | Officier  | 1989  |            |
| Murray Bernard Koffler          | North York          | Ontario                   | Officier  | 1977  |            |
| Moe Koffman (en)                | Mansfield (en)      | Ontario                   | Officier  | 1993  |            |
| Joy Kogawa                      | Toronto             | Ontario                   | Membre    | 1986  |            |
| Henry C. Kohler                 | Lunenburg           | Nouvelle-Écosse           | Membre    | 1982  |            |
| Robinson Koilpillai             | Edmonton            | Alberta                   | Membre    | 1996  |            |
| Yuzuru Kojima                   | Richmond            | Colombie-Britannique      | Membre    | 1983  |            |
| Sandra Kolber                   | Montréal            | Québec                    | Membre    | 1993  |            |
| Shiu Loon Kong                  | Toronto             | Ontario                   | Membre    | 1979  |            |
| Diane Jones Konihowski          | Calgary             | Alberta                   | Membre    | 1978  |            |
| Jean-Marie De Koninck           | Lac-Beauport        | Québec                    | Membre    | 1994  |            |
| Thomas De Koninck               | Québec              | Québec                    | Membre    | 2004  |            |
| Wanda Koop                      | Winnipeg            | Manitoba                  | Membre    | 2005  |            |
| Nicolas Koudriavtzeff           | Montréal            | Québec                    | Membre    | 1973  |            |
| Charles Szathmary de Kovend     | Etobicoke           | Ontario                   | Membre    | 1978  |            |
| Muriel Kovitz                   | Calgary             | Alberta                   | Membre    | 1977  |            |
| Methodius Koziak                | Yorkton             | Saskatchewan              | Membre    | 1973  |            |
| Anastazja Kozlowski             | Hamilton            | Ontario                   | Membre    | 1986  |            |
| Franz Kraemer                   | Toronto             | Ontario                   | Officier  | 1981  |            |
| Vladimir Krajina                | Vancouver           | Colombie-Britannique      | Membre    | 1981  |            |
| Diana Krall                     | Vancouver           | Colombie-Britannique      | Officier  | 2005  |            |
| Kenneth Kramer                  | North Vancouver     | Colombie-Britannique      | Membre    | 1987  |            |
| Greta Kraus                     | Toronto             | Ontario                   | Membre    | 1992  |            |
| Henry Kreisel                   | Edmonton            | Alberta                   | Officier  | 1987  |            |
| Robert Krembil                  | Schomberg           | Ontario                   | Membre    | 2004  |            |
| Marcel Kretz                    | Val-David           | Québec                    | Membre    | 1997  |            |
| Vern Krishna                    | Ottawa              | Ontario                   | Membre    | 2004  |            |
| Leo F. Kristjanson              | Gimli               | Manitoba                  | Membre    | 1990  |            |
| Kresimir Krnjevic               | Montréal            | Québec                    | Officier  | 1987  |            |
| Arthur Kroeger                  | Ottawa              | Ontario                   | Compagnon | 1989  |            |
| Walter E. Kroeker               | Winnipeg            | Manitoba                  | Membre    | 1989  |            |
| Robert P. Kroetsch              | Winnipeg            | Manitoba                  | Officier  | 2004  |            |
| Richard Henry Kroft             | Winnipeg            | Manitoba                  | Membre    | 1997  |            |
| Mabel E. Krug                   | Kitchener           | Ontario                   | Membre    | 1972  |            |
| James Kudelka                   | Vittoria            | Ontario                   | Officier  | 2005  |            |
| Anton Kuerti                    | Toronto             | Ontario                   | Officier  | 1998  |            |
| Roslyn Kunin                    | Vancouver           | Colombie-Britannique      | Membre    | 2002  |            |
| Zacharias Kunuk                 | Igloolik            | Nunavut                   | Officier  | 2002  |            |
| Walter Oscar Kupsch             | Saskatoon           | Saskatchewan              | Membre    | 1996  |            |
| Rosemarie Esther Kuptana        | Inuvik              | Territoires du Nord-Ouest | Officier  | 1988  |            |
| William Kurelek                 | Toronto             | Ontario                   | Membre    | 1976  |            |
| Eva Kushner                     | Toronto             | Ontario                   | Officier  | 1997  |            |
| Basil Kushnir                   | Winnipeg            | Manitoba                  | Officier  | 1972  |            |
| Sheila Golden Kussner           | Mont-Royal          | Québec                    | Officier  | 1983  |            |
| Mers Kutt                       | Toronto             | Ontario                   | Membre    | 2005  |            |
| Seisho Kina Kuwabara            | Montréal            | Québec                    | Membre    | 1978  |            |
| Ernie Kuyt                      | Edmonton            | Alberta                   | Membre    | 1992  |            |
| Norman Kwong                    | Calgary             | Alberta                   | Membre    | 1998  |            |
| Elva Kyle                       | Regina              | Saskatchewan              | Membre    | 1999  |            |
| John Thomas Kyle                | Victoria            | Colombie-Britannique      | Membre    | 1980  |            |